# Fontana della Barcaccia
La Fontana della Barcaccia è una fontana di Roma, situata in piazza di Spagna, ai piedi della scalinata di Trinità dei Monti.

## Storia e descrizione
(Giovanni Baglione)

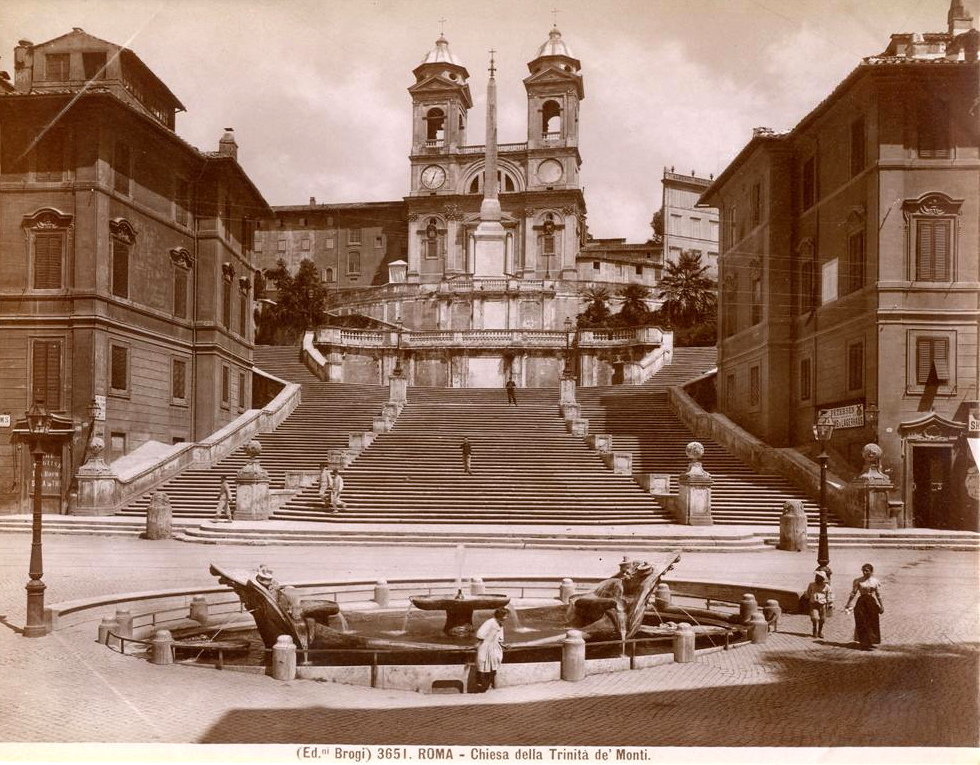
La Barcaccia, sovrastata dalla Scalinata di Trinità di Monti, in una foto scattata da Giacomo Brogi nella seconda metà dell'Ottocento

La realizzazione, nel 1610, del nuovo acquedotto dell'Acqua Paola non aveva fatto passare in secondo piano i due costruiti qualche anno prima (l'Acqua Vergine nel 1570 e l'Acqua Felice nel 1587), e la possibilità di erigere altre fontane sulle loro diramazioni che intanto venivano costruite per una distribuzione idrica più capillare sull'intera città.
In effetti già nel 1570 un documento della Congregazione sopra le fonti aveva individuato «il loco del aquedotto sotto la Trinità» come sito per la costruzione di una fontana alimentata dal nuovo acquedotto dell'Acqua Vergine, ma la bassa pressione aveva costretto a rinunciare al progetto, e al posto della fontana fu costruita, come riserva idrica, una cisterna, oggi scomparsa, di cui rimane traccia nella toponomastica locale (vicolo del Bottino, oltre alla più nota via dei Condotti).

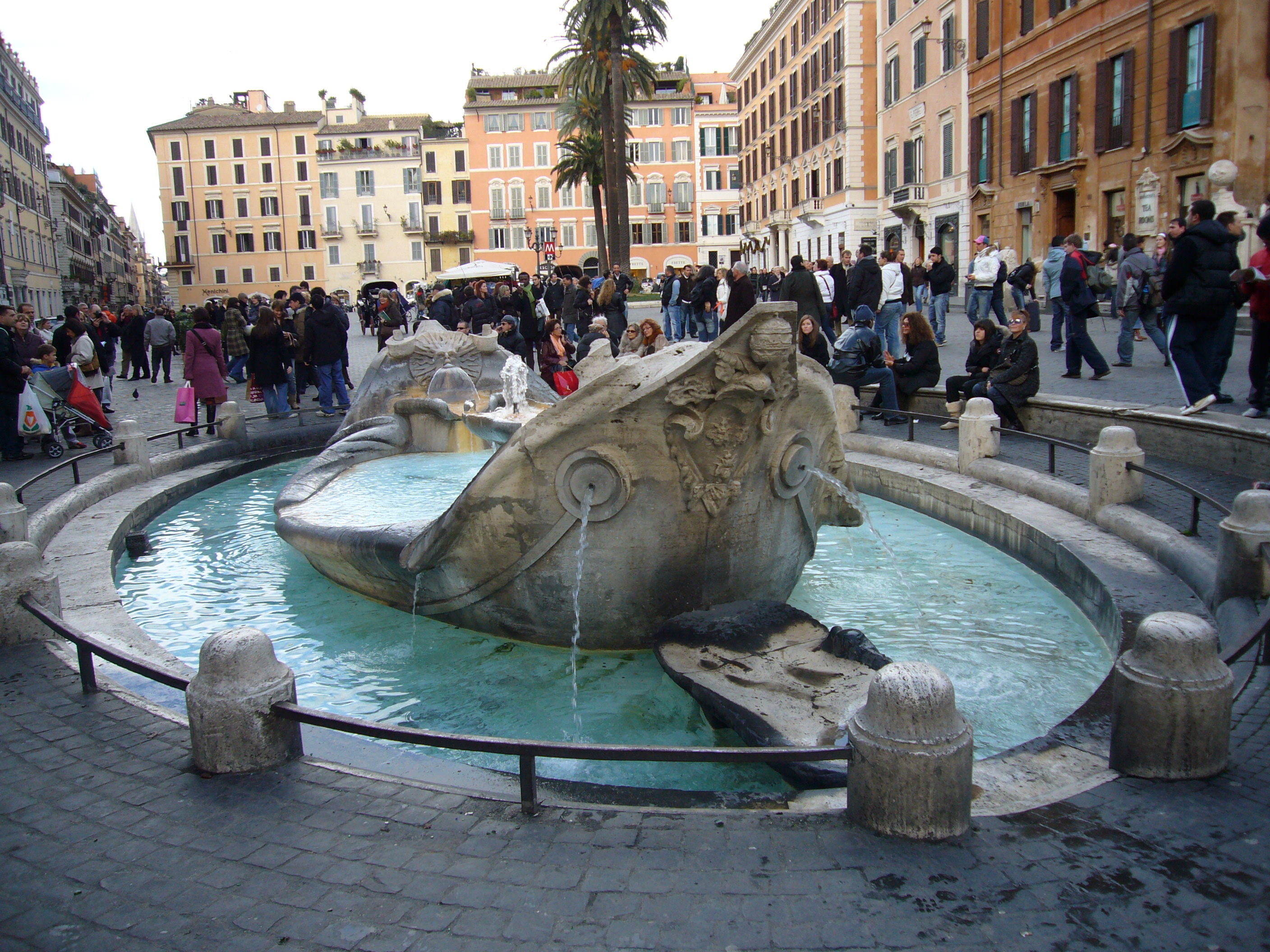
La fontana e piazza di Spagna, osservando verso via del Babuino

Ormai rinforzato l'acquedotto, nel 1626 papa Urbano VIII incaricò Pietro Bernini, che già lavorava all'ampliamento dell'acquedotto stesso, di realizzare una fontana nella piazza sottostante la chiesa della Trinità dei Monti che allora, in mancanza della scalinata, sorgeva sul bordo di una scarpata. L'opera fu completata nel 1629, e il Bernini fu aiutato anche dal figlio Gian Lorenzo, che probabilmente la completò alla morte del padre.
La sua realizzazione comportò il superamento di alcune difficoltà tecniche, dovute alla perdurante bassa pressione dell'acquedotto dell'Acqua Vergine in quel particolare luogo, che non permetteva la creazione di zampilli o cascatelle. Il Bernini tuttavia risolse l'inconveniente ideando la fontana a forma di barca semisommersa in una vasca ovale posta leggermente al di sotto del piano stradale, con prua e poppa, di forma identica, molto rialzate rispetto ai bordi laterali più bassi, appena sopra il livello del bacino. Al centro della barca un corto balaustro sorregge una piccola vasca oblunga, più bassa delle estremità di poppa e prua, dalla quale fuoriesce uno zampillo d'acqua che, riempita la vasca, cade all'interno della barca per tracimare poi, dai bordi laterali bassi e svasati, nel bacino sottostante. L'acqua sgorga da altri sei punti (tre a poppa e tre a prua): due sculture a forma di sole con volto umano, che gettano acqua verso altrettante conche all'interno dell'imbarcazione, e quattro fori circolari (due per parte) rivolti verso l'esterno, simili a bocche di cannone. Oltre ai due soli, completano le decorazioni due stemmi pontifici, con la tiara e le api simbolo araldico della famiglia del pontefice (i Barberini), alle estremità esterne della barca, tra le due bocche di cannone.
Era la prima volta che una fontana veniva concepita interamente come un'opera scultorea, allontanandosi dai canoni dellaportiani della classica vasca dalle forme geometriche.

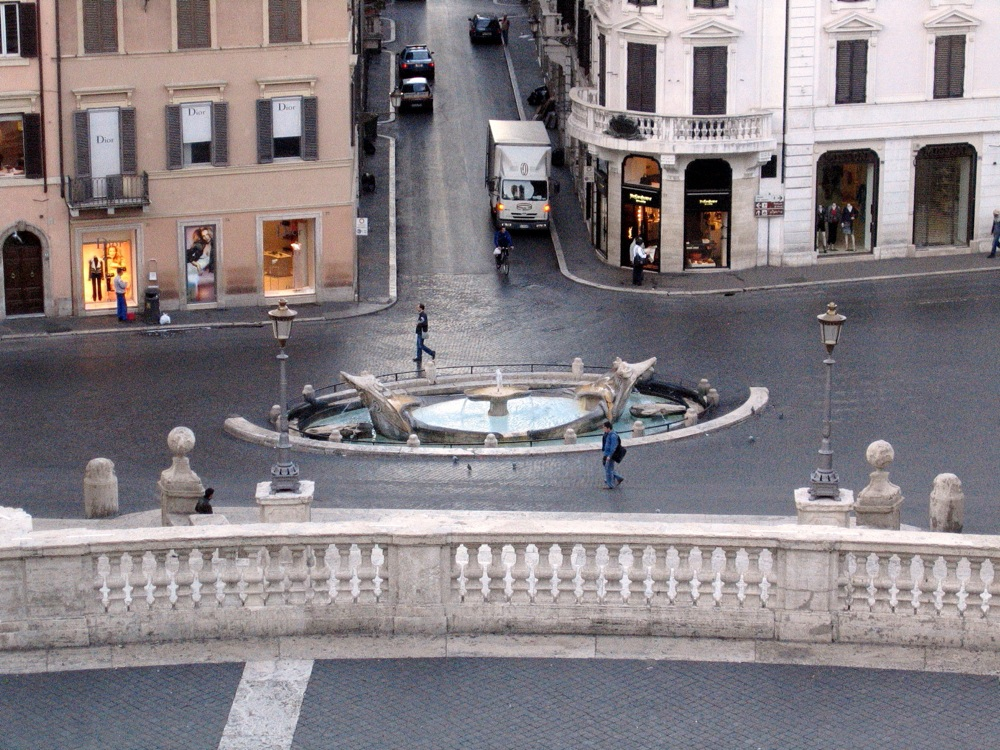
La fontana osservata dalla scalinata di Trinità dei Monti

Secondo una versione popolare molto accreditata, la sua particolare forma potrebbe essere stata ispirata dalla presenza sulla piazza di una barca in secca, portata fin lì dalla piena del Tevere del 1598 (nel cui ricordo il papa potrebbe aver commissionato l'opera), ma si è anche avanzata l'ipotesi che quel luogo fosse anticamente utilizzato come piccola naumachia. In entrambi i casi il nome «barcaccia» richiama una vecchia imbarcazione prossima all'affondamento. Più verosimilmente, era chiamata «barcaccia» quel tipo di natante che, nell'antica Roma, veniva usato per il trasporto fluviale di botti di vino, e che, molto simile all'opera berniniana, aveva appunto le fiancate particolarmente basse, per facilitare l'imbarco e lo sbarco delle botti stesse.

## Danneggiamenti

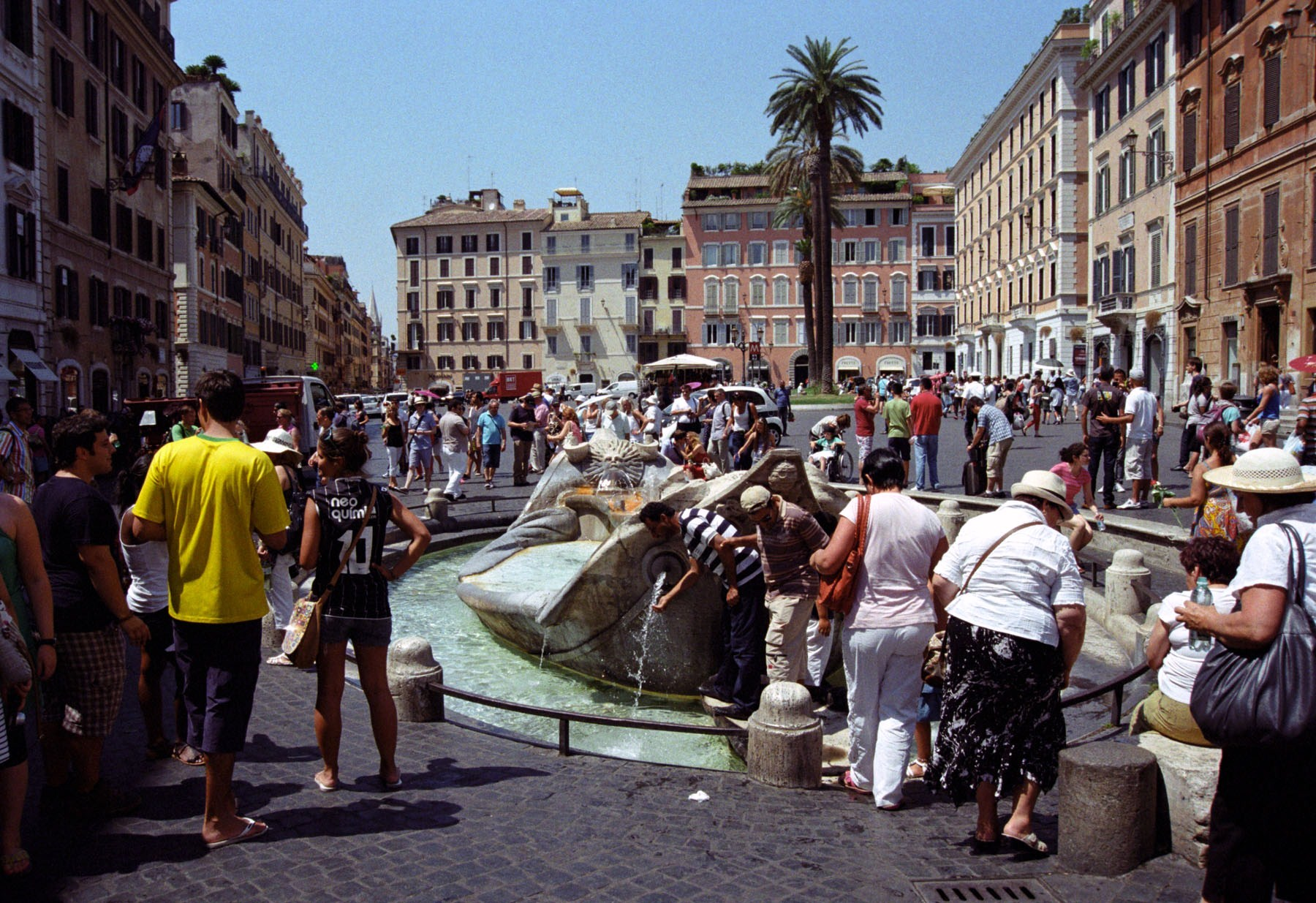
Turisti alla Barcaccia

Il 15 maggio 2007 quattro ubriachi danneggiarono la fontana monumentale con un grosso cacciavite infliggendole una profonda scalfittura, con il conseguente distacco di una parte rilevante dello stemma papale. I carabinieri accorsi sul luogo furono aggrediti dai quattro vandali, ma riuscirono comunque a trarli in arresto e scongiurare ulteriori danni.
Il 19 febbraio 2015 viene danneggiata nuovamente da alcuni hooligans olandesi, tifosi del Feyenoord, accorsi nella capitale per assistere al match di Europa League tra la loro squadra e la Roma. Diversi i danni riscontrati in aggiunta a quelli già accertati in un primo momento (un frammento di travertino di 10 centimetri appartenente all'orlo del candelabro centrale della vasca). Sono infatti presenti scalfitture e scheggiature provocate dalle bottiglie di vetro lanciate contro il monumento in diversi punti che, a detta dei tecnici della Sovrintendenza ai beni culturali, sono da considerarsi «un danno grave anche perché permanente».

## Restauri
Diversi sono stati nel tempo gli interventi di conservazione e restauro; i più recenti risalgono al 1986, al 1993 e al periodo 1994-1999, e si sono resi soprattutto necessari a causa della collocazione della fontana in una delle piazze con maggior afflusso turistico della città. Un altro restauro conservativo ha avuto luogo nel 2013-2014, grazie ad una donazione privata di 209.960 euro.
L'ultimo restauro è stato completato il 16 aprile 2025, finanziato interamente da Fondi PNRR.